# Gemeinde Pietrowice Wielkie
Die Gemeinde Pietrowice Wielkie (deutsch Groß Peterwitz) ist eine Landgemeinde im Powiat Raciborski der Woiwodschaft Schlesien in Polen. Der Gemeindesitz ist Pietrowice Wielkie (Groß Peterwitz).

## Geografie

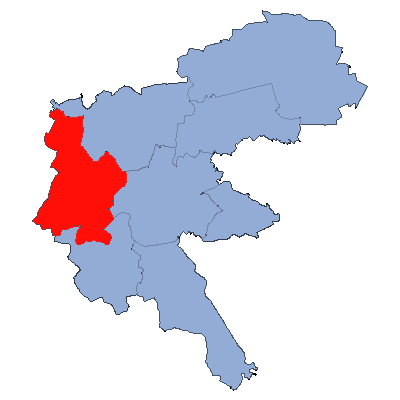
Lage der Gemeinde im Powiat Raciborski

Die Gemeinde hat eine Fläche von 68,07 km², davon sind 87 % Flächen für die Landwirtschaft und 4 % Waldflächen. Die Gemeinde nimmt 12,51 % der Fläche des Landkreises ein.

## Ortschaften
In der Gemeinde befinden sich:
Orte mit Schulzenamt:
- Amandów (Amandhof)
- Cyprzanów (Janowitz, 1936–1945 Janken)
- Gródczanki (Ratsch)
- Kornice (Kornitz)
- Krowiarki (Preußisch Krawarn)
- Lekartów (Lekartow, 1936–1945 Mettich)
- Maków (Makau)
- Pawłów (Pawlau, 1936–1945 Paulsgrund)
- Pietrowice Wielkie (Groß Peterwitz)
- Samborowice (Schammerwitz, 1936–1945 Schammerau)
- Żerdziny (Schardzin, 1936–1945 Hohenau)

Die Gemeinde umfasst weitere Weiler ohne Schulzenamt:
- Kolonia Pawłów (Wilhelmsdorf)
- Paszów (Paulshof)
- Poddębina (Neuhof)
- Skowronów (Kolonie Lerchenfeld)
- Szóstak (Sechshäuser)
- Turmasy (Thurmas)

## Bevölkerung
2002 hatte die Gemeinde 11.522 Einwohner. Neben der polnischen Bevölkerung gaben bei der Volkszählung 2002 14,3 % die deutsche Nationalität (Volkszugehörigkeit) und 15,7 % Schlesisch an. 923 Personen (12,67 %) mit polnischer Staatsangehörigkeit sprachen im privaten Alltag deutsch. Bei der Volkszählung 2011 lag bei einer Gesamteinwohnerzahl von 7022 Personen der prozentuale Anteil der Deutschen bei 24,1 % bzw. 1689 Personen.
| Nationalität | Anzahl | Anteil |
| ------------ | ------ | ------ |
| Deutsch      | 1040   | 14,3 % |
| Polnisch     | 3847   | 52,8 % |
| Schlesisch   | 1145   | 15,7 % |
| Keine Angabe | 1246   | 17,1 % |

| Nationalität | Anzahl | Anteil |
| ------------ | ------ | ------ |
| Deutsch      | 1689   | 24,1 % |

### Zweisprachigkeit
Mit einem Bevölkerungsanteil, der zu mehr als 20 % aus Deutschen besteht, kann die Gemeinde, die im polnischen Minderheitenrecht verbürgten Rechte, wie zweisprachige Ortsschilder einführen. Den Antrag darauf hat die Gemeinde gestellt, seit 2016 wartet man darauf, dass die Ortsnamen von einer Kommission festgelegt werden.

## Partnerschaften
Die Gemeinde Pietrowice Wielkie unterhält Partnerschaften mit Sudice (Zauditz) in Tschechien und dem hessischen Liederbach am Taunus.